# Louvignies-Quesnoy
Louvignies-Quesnoy là một xã ở tỉnh Nord ở miền bắc nước Pháp. Xã này có diện tích 8,43 km², dân số năm 1999 là 955 người. Xã nằm ở khu vực có độ cao trung bình 130 mét trên mực nước biển
Cự ly 2 km (1,2 mi) về phía nam Le Quesnoy.